# Sahilkent, Finike
Sahilkent là một thị trấn thuộc huyện Finike, tỉnh Antalya, Thổ Nhĩ Kỳ. Dân số thời điểm năm 2011 là 8.627 người.